# Абатское
Аба́тское (местн. Абатск) — село в Тюменской области России. Административный центр Абатского района.
Особую ценность Абатский район представляет для палеонтологов — здесь расположено одно из крупнейших в России мест захоронений мамонтов доледникового периода, что отражено в геральдике района и села. Также на территории современного Абатского района XVIII в начале XVIII века были обнаружены ценности Саргатской археологической культуры, которые вошли в Сибирскую коллекцию Петра Великого, которая в настоящее время экспонируется в Эрмитаже Санкт-Петербурга.

## География
Находится на левом берегу реки Ишим (приток Иртыша), в 378 км к востоку от Тюмени и в 271 км к западу от Омска, в 59 км к северо-востоку от железнодорожной станции Ишим и в 69 км к северу от железнодорожной станции Маслянская (на ветке Тюмень — Омск).
Село условно поделено на пять местностей:
- Центр,
- Приишимье,
- Черёмушки (Новоабатское),
- Маслозавод,
- Увал (возвышенность у Нефтеперекачивающей станции «Абатская»).

## История
В 1680 году для наблюдения за движением кочевников возник Абацкий острог, именуемый как форпост № 868. В 1695 году на основе форпоста возникла Абатская слобода. Через Абатское проходил Сибирский тракт.
22 января 1890 года, следуя через Абатское в Петербург, скончался страдавший чахоткой томский губернатор А. П. Булюбаш.
Согласно картам, поселение Абацкое изначально размещалось на устье реки Абак, впоследствии из-за угрозы затопления поселение было перенесено на современное местоположение, где ранее находилось поселение Петропавловское, названное в честь одноимённой церкви, которая существует в настоящее время в реконструированном виде.
В мае 1890 года А. П. Чехов, путешествующий по Сибирскому тракту в сторону Сахалина, достаточно большой период провёл в селе в результате столкновения его личной брички с почтовой, о чём красочно рассказал в своих записках «Из Сибири». В 1964 году село Абатское переименовано в поселок городского типа Абатский, в 1992 году — вновь в село Абатское.

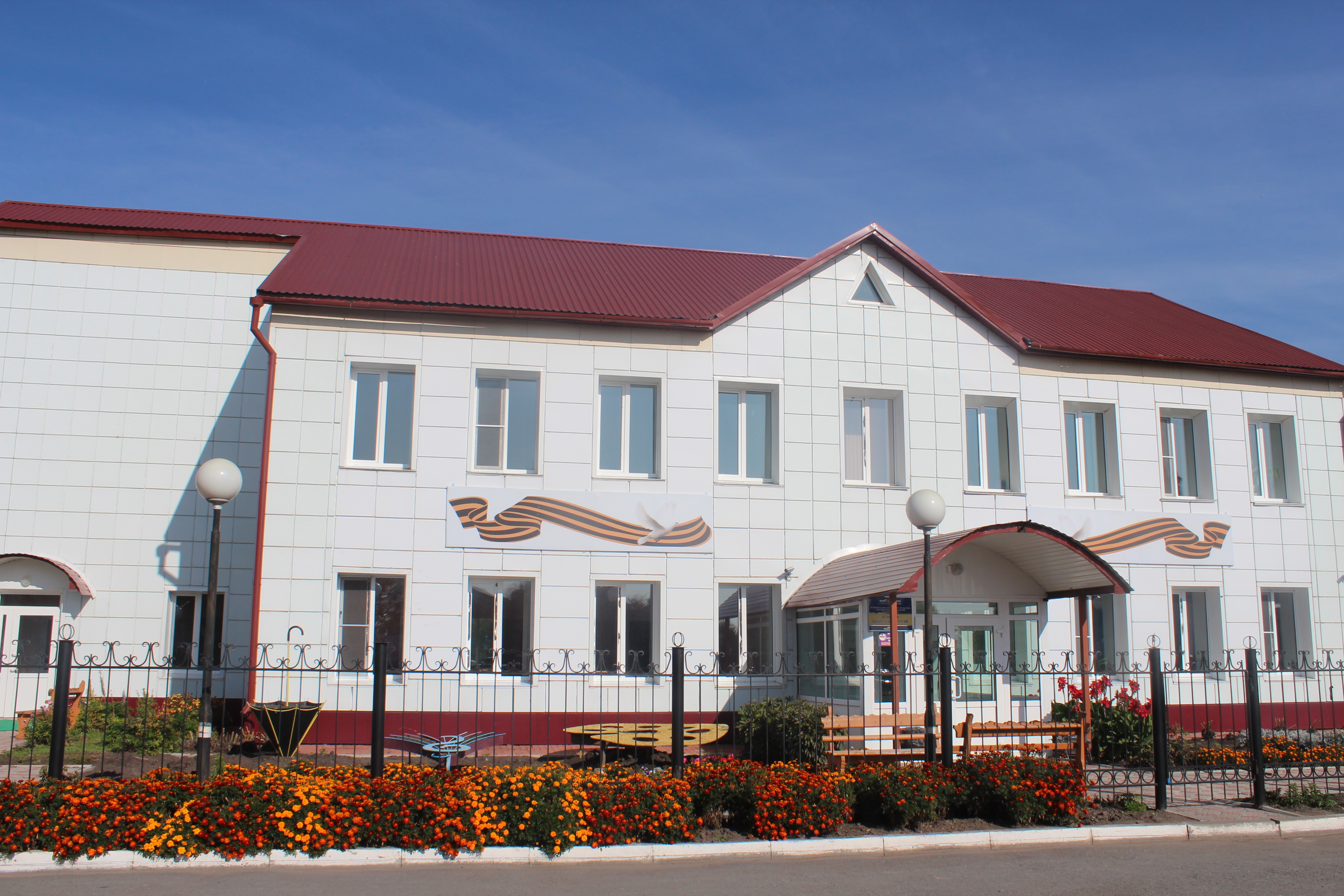
Детская школа искусств в с. Абатское

## Население
| 1959 | 1970  | 1979  | 1989  | 2002  | 2010  | 2021  |
| ---- | ----- | ----- | ----- | ----- | ----- | ----- |
| 3366 | ↗5752 | ↗7424 | ↗8578 | ↘8248 | ↘7959 | ↗8094 |

### Национальный состав
Русские, немцы, украинцы, казахи, белорусы, татары, армяне.

## Инфраструктура
В селе действуют Абатский филиал Ишимского сельскохозяйственного техникума, 3 школы и 3 детских сада
Предприятия села Абатского:
- лесхоз,
- газокомпрессорная станция,
- нефтеперекачивающая станция «Абатская» ПАО «Транснефть»,
- асфальтобетонный завод.

Через Абатское проходит трасса нефтепровода Усть-Балык — Омск, магистральный газопровод СРТО (северные регионы Тюменской области) — Омск. Абатское находится на хорошем счету у дальнобойщиков и путешественников, вследствие наличия нового дорожного полотна трассы Р-402 европейского маршрута Е30. Активно используется как место для ночлега: имеется несколько автокемпингов с охраняемыми парковками в том числе и для грузового транспорта, таких как автокемпинг «Абат», гостиница «Екатеринский тракт», гостиница «Абатская» и других. В 2000-х годах в Абатском был восстановлен один из трёх разрушенных в советский период православных храмов — храм Святых апостолов Петра и Павла Тобольской епархии.
В 2019 году на въезде в населённый пункт была установлена статуя Мамонта, символизирующая древнейшую находку в данной местности и как символ села и района.